# 北海道道39号奥尻島線
北海道道39号奥尻島線（ほっかいどうどう39ごう おくしりとうせん）は、北海道奥尻郡奥尻町内を通る北海道道（主要道道）である。主要道道だが、狭隘・未舗装・冬期通行止めになる区間がある。

## 概要
奥尻島を時計回りに一周する。
島北部には賽の河原や稲穂岬がある。また島西部には神威脇温泉があり、天気のよい日には日本海を一望できる。但し、球島山から稲穂の区間は一部狭隘・未舗装であり、冬期通行止めとなる。海岸沿いを走る個所が多いが北海道南西沖地震後に作られた高い防潮堤により、道から日本海の景観はあまり望めない。

### 路線データ
- 起点：北海道奥尻郡奥尻町青苗
- 終点：北海道奥尻郡奥尻町青苗
- 総延長：65.733 km[1]
- 実延長：65.733 km[1]
- 重用延長：0.0 km[1]
- 未舗装延長：6.460 km[1]

### 道路管理者
- 渡島総合振興局 函館建設管理部 奥尻出張所

## 歴史
- 1957年（昭和32年）3月30日 - 170号として路線認定[2]。
- 1993年（平成5年）5月11日 - 建設省から、道道奥尻島線が奥尻島線として主要地方道に指定される[3]。
- 1994年（平成6年）10月1日 - 路線番号を39号に変更[4]。

## 路線状況

### 冬期交通規制（通行止め）
- 奥尻町字球浦588番1地先（球浦開拓ゲート） - 奥尻町字球浦618番2地先（滝ノ澗ゲート）
区間延長：4.4 km

### 道路施設

#### トンネル

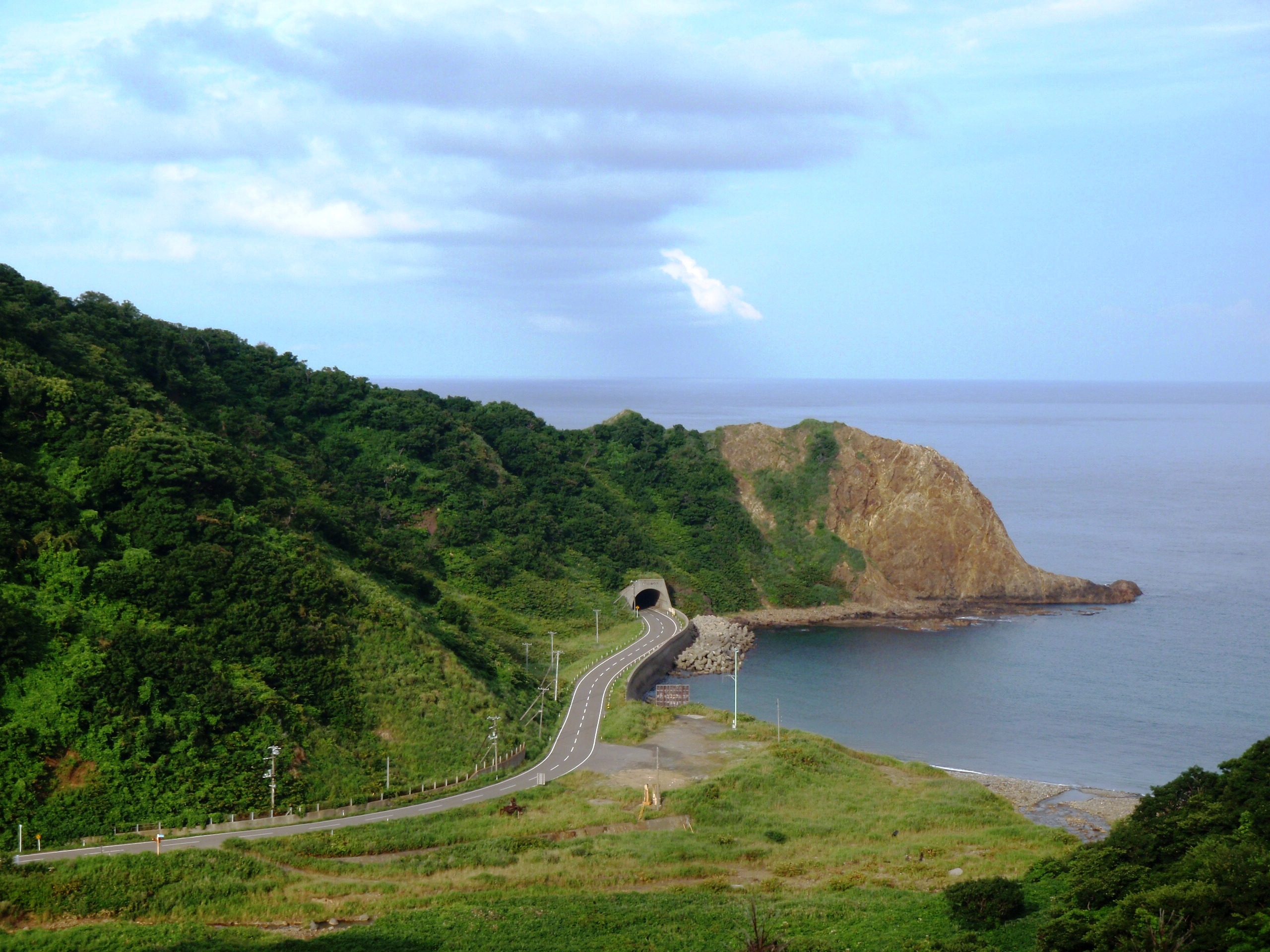
幌内トンネル付近

- 鴨石トンネル (60 m)
- 神威トンネル (87 m)
- 湯の浜トンネル (101 m)
- 幌内トンネル (138 m)

#### 主な橋梁
- 幌内橋（33 m、幌内川、奥尻町湯浜）
- 蚊柱大橋（150 m、谷、奥尻町湯浜）
- 蓑歌大橋（106 m、恵の沢、奥尻町湯浜）
- 勝澗橋（68 m、無名の沢、奥尻町湯浜）
- 宮津大橋（112 m、宮津川、奥尻町宮津）
- 白水橋（21 m、白水川、奥尻町球浦）
- 鍋釣橋（25 m、釣懸川、奥尻町奥尻）
- 烏頭川橋（23 m、烏頭川、奥尻町奥尻 - 奥尻町赤石）
- 赤川橋（16 m、赤川、奥尻町松江 - 奥尻町富里）
- 青苗橋（60 m、青苗川、奥尻町富里）

#### 常設型ゲート
- 米岡ゲート
- 北追岬ゲート
- 神威脇ゲート
- 幌内ゲート
- 勝澗ゲート
- 球浦開拓ゲート
- 滝ノ澗ゲート
- 野名前ゲート
- 赤石ゲート
- 松江ゲート

位置関係は、道道奥尻島線ゲート箇所図（PDF）を参照。

## 地理

### 通過する自治体
- 檜山振興局
  - 奥尻郡奥尻町

### 交差する道路
奥尻町

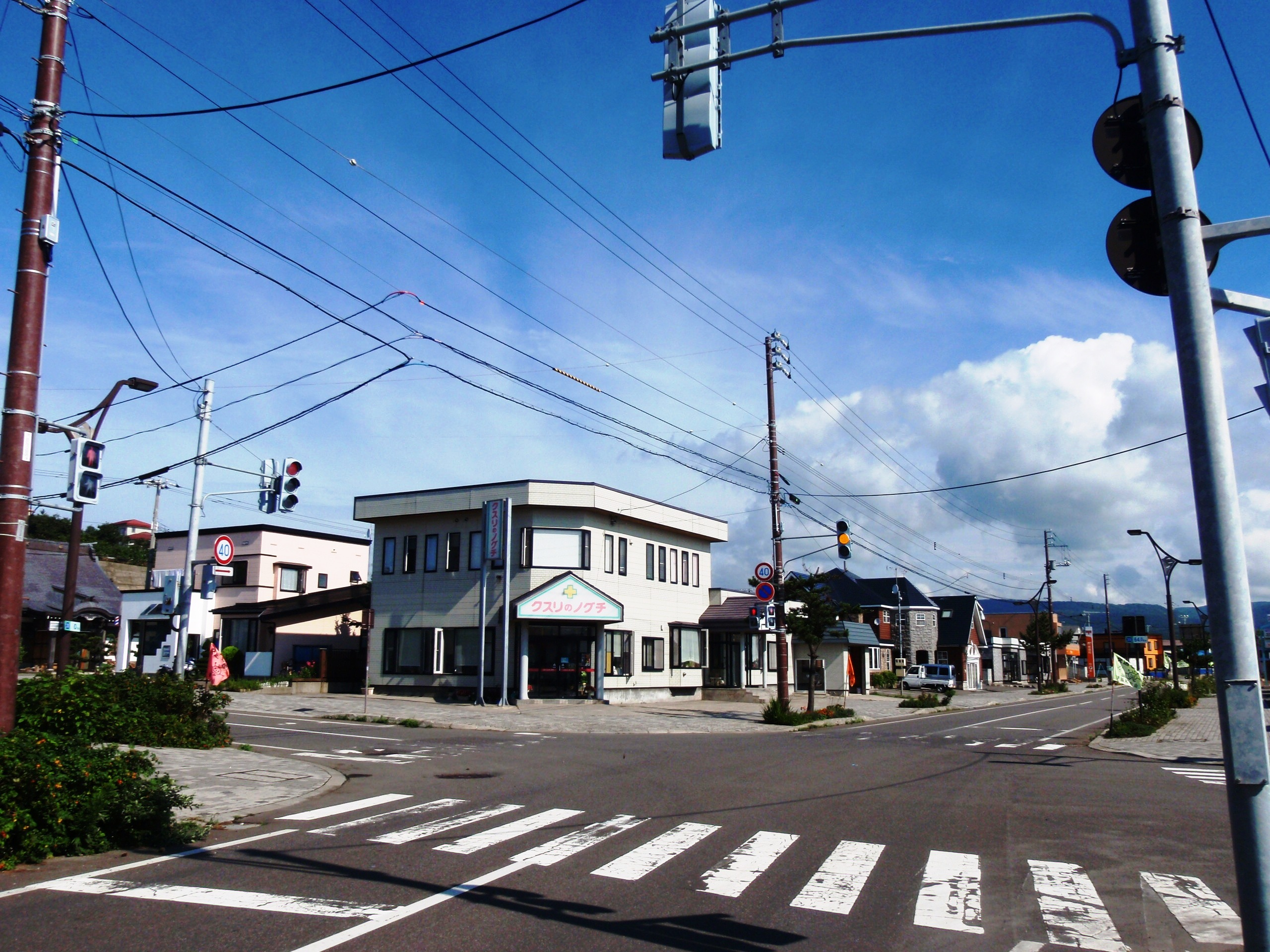
起点・終点となる青苗の交差点

- 北海道道1158号米岡奥尻空港線 - 米岡

### 沿線にある施設など
奥尻町
- 青苗漁港
- 北追岬公園
- 神威脇漁港
- 神威脇温泉
- 稲穂漁港
- 賽の河原公園（稲穂岬）【北緯42度14分54.4秒 東経139度33分27.5秒 / 北緯42.248444度 東経139.557639度】
- 宮津漁港
- 宮津簡易郵便局
- 奥尻港
- 奥尻港フェリーターミナル
- うにまる公園
- 赤石漁港
- 松江漁港
- 松江簡易郵便局
- 奥尻町立青苗小学校
- ホヤ石の滝